# Jacobus Houbraken

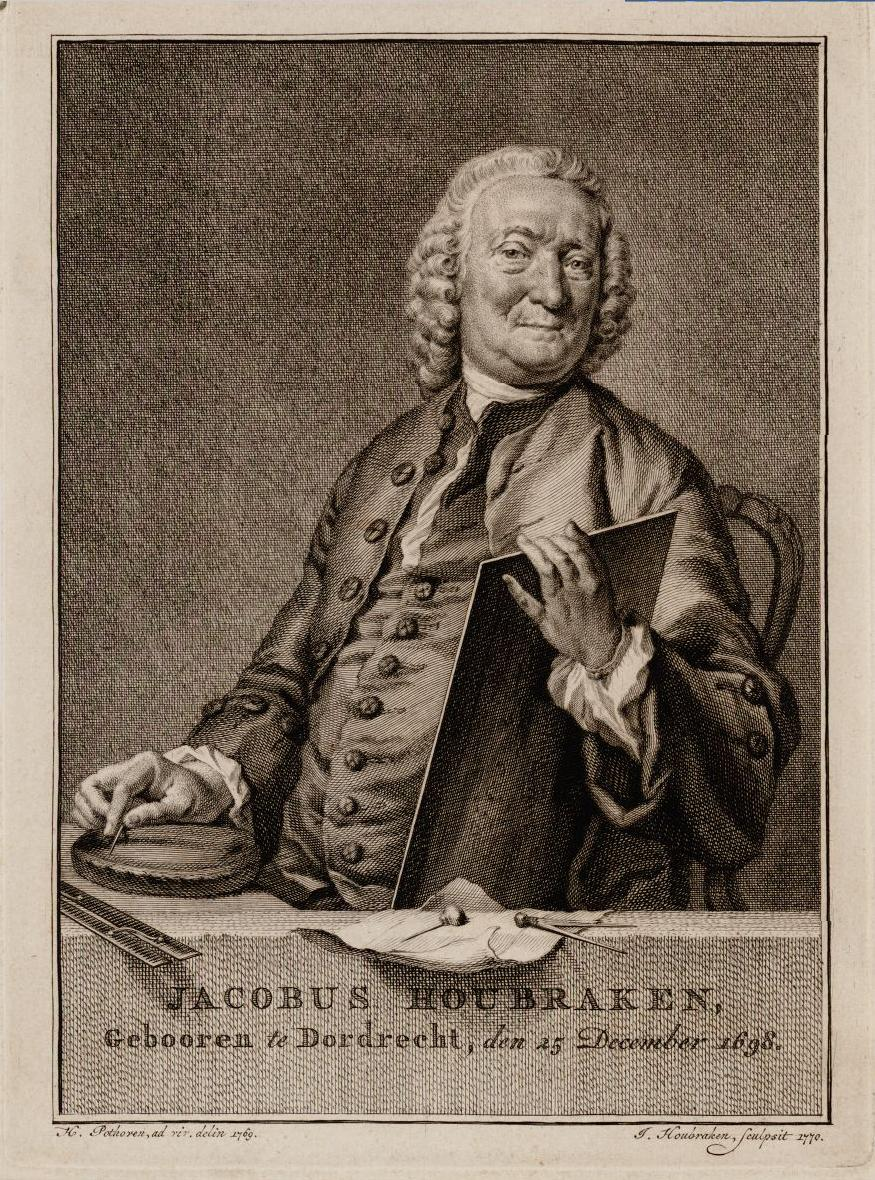
Jacobus Houbraken, Selbstporträt (1770).

Jacobus Houbraken (* 25. Dezember 1698 in Dordrecht; † 14. November 1780 in Amsterdam) war ein holländischer Kupferstecher.

## Leben
Jacobus Houbraken, Sohn des Malers Arnold Houbraken, zog mit seinem Vater nach Amsterdam, wo er lange Jahre tätig war und, meist Edelinck und Devret sich zu Vorbildern nehmend, mehr als 600 Porträts stach, die fast durchgehend sowohl in Hinsicht der Leichtigkeit, mit der sie ausgeführt sind, als durch die Kraft der Farbe einen hohen Wert haben.
Seine erste größere Arbeit waren die Bildnisse zu seines Vaters kunsthistorischem Werk. Von Interesse ist die Sammlung der Bildnisse der Statthalter aus dem Haus Oranien-Nassau sowie die der vorzüglichsten Personen in Jan Wagenaars Vaterländischer Geschichte und einer großen Anzahl von Gelehrten, Dichtern, Fürsten, Staatsmännern etc. Houbraken starb 1780 in Amsterdam.

## Galerie

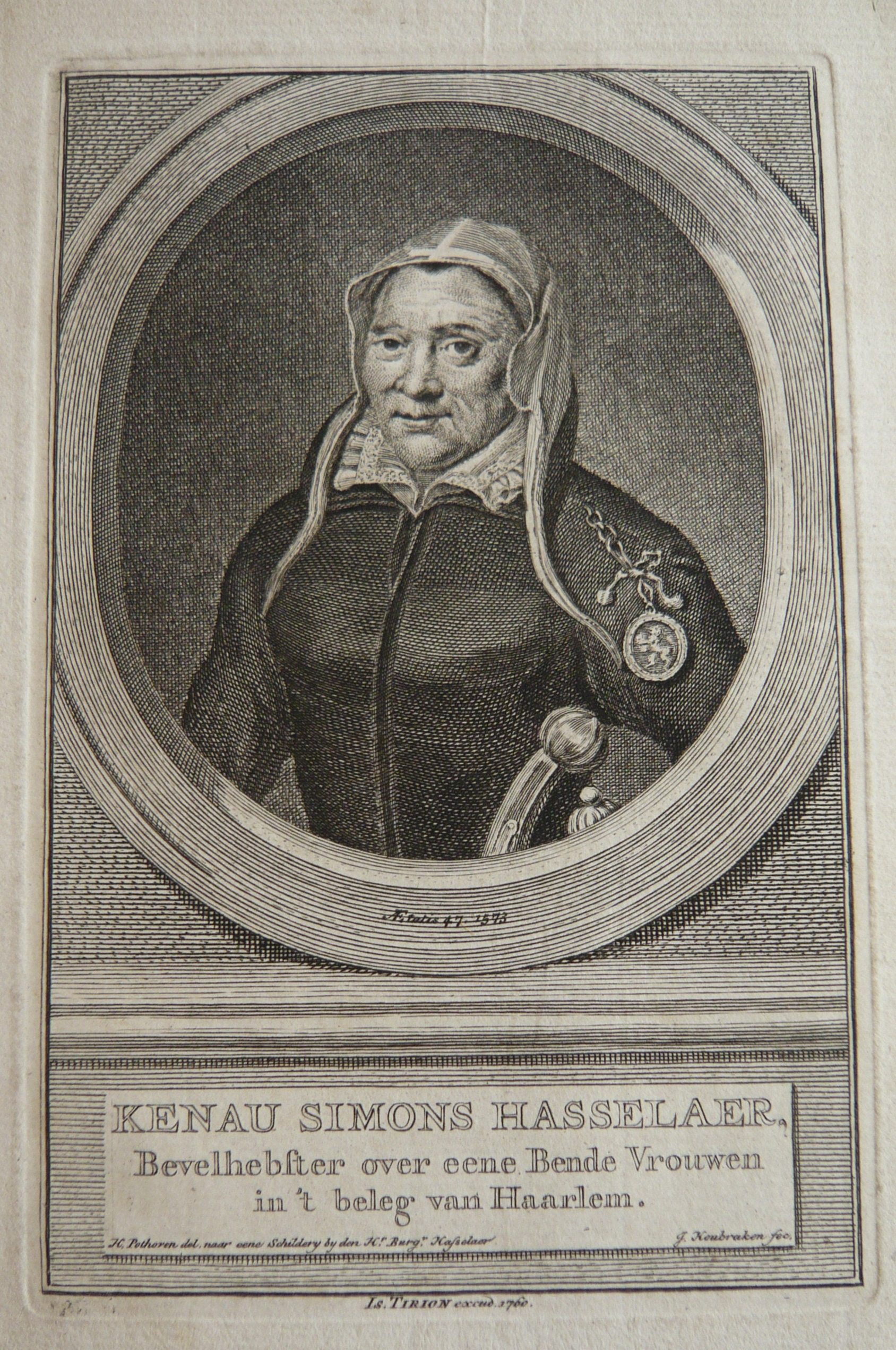
Kenau Simonsdochter Hasselaer
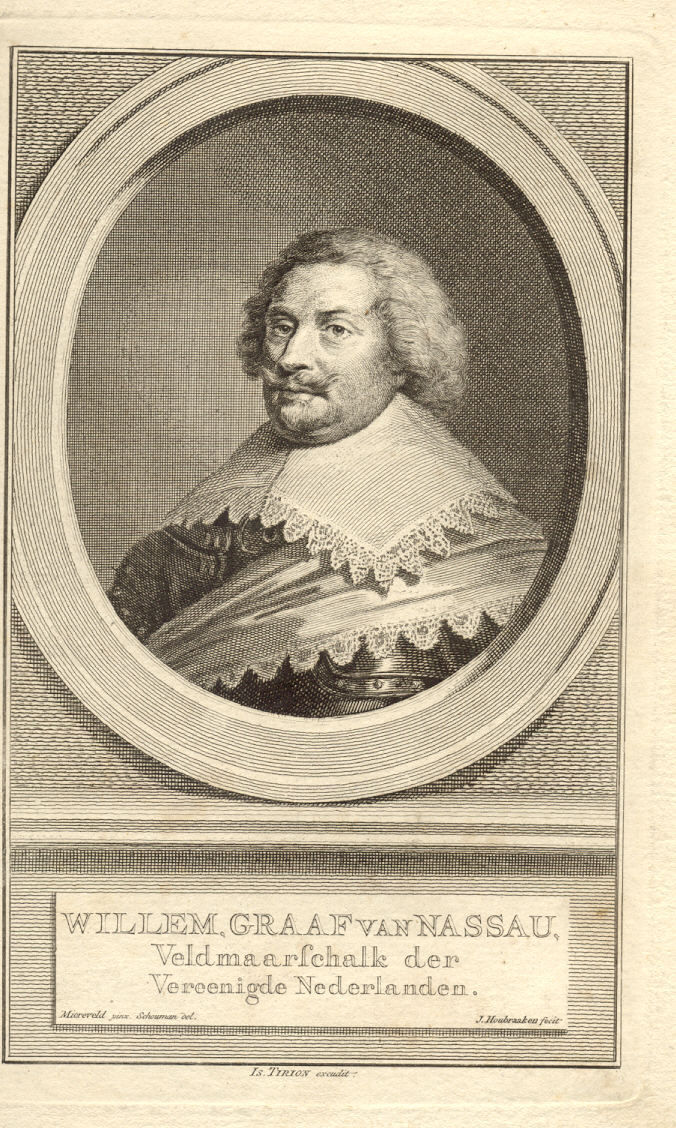
Wilhelm Ludwig von Nassau-Dillenburg
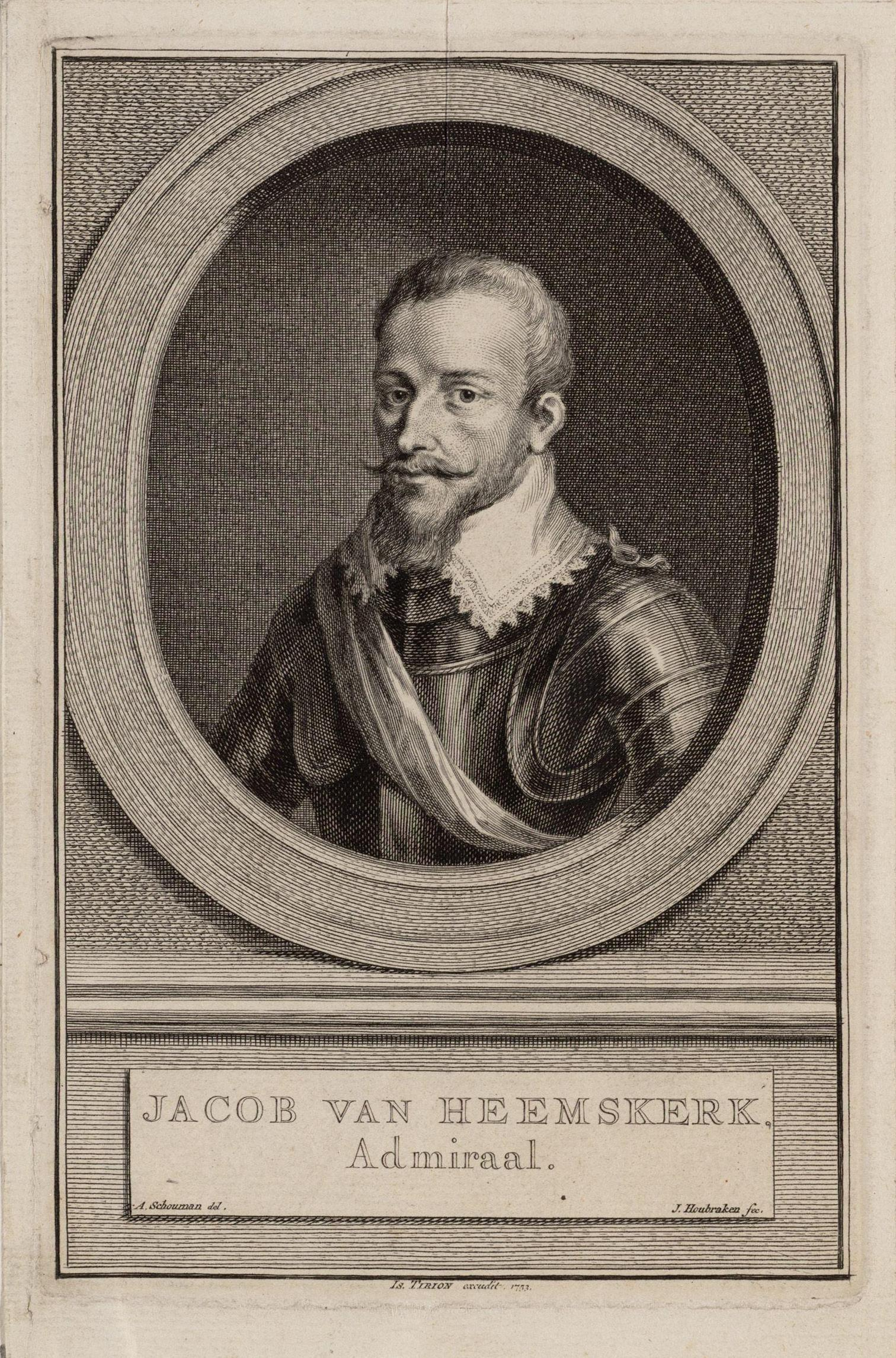
Jacob van Heemskerk
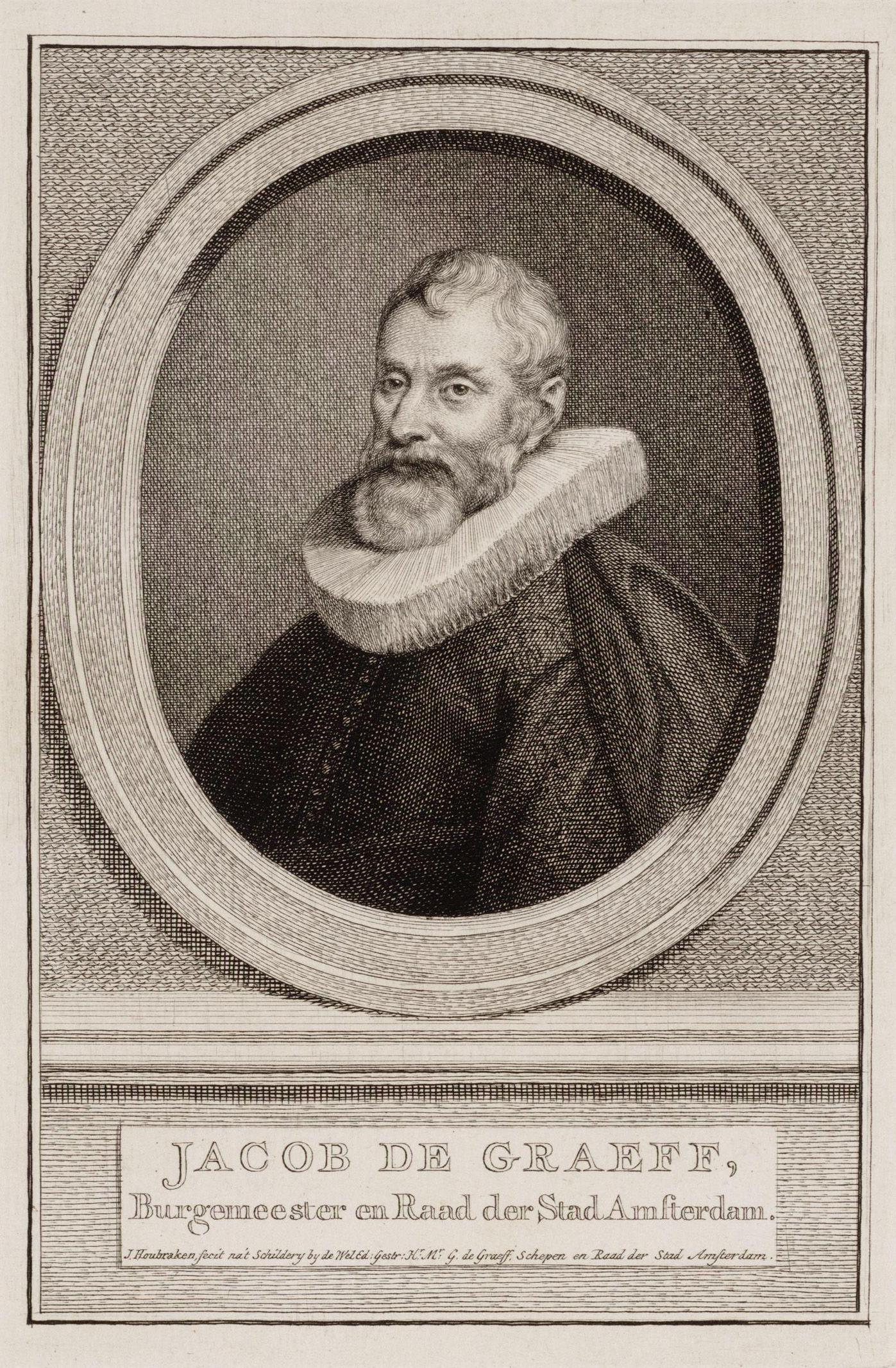
Jakob Dircksz de Graeff
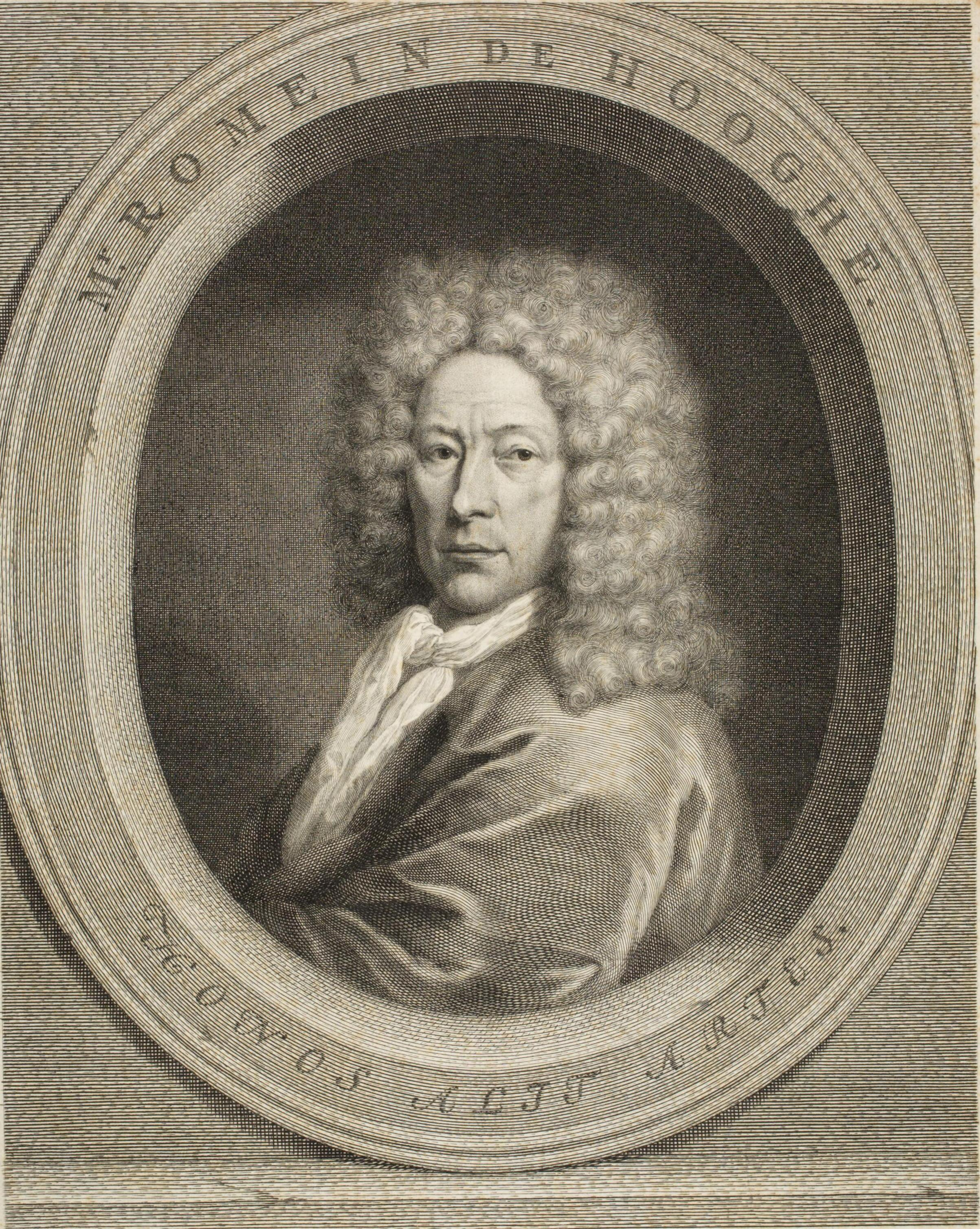
Romeyn de Hooghe
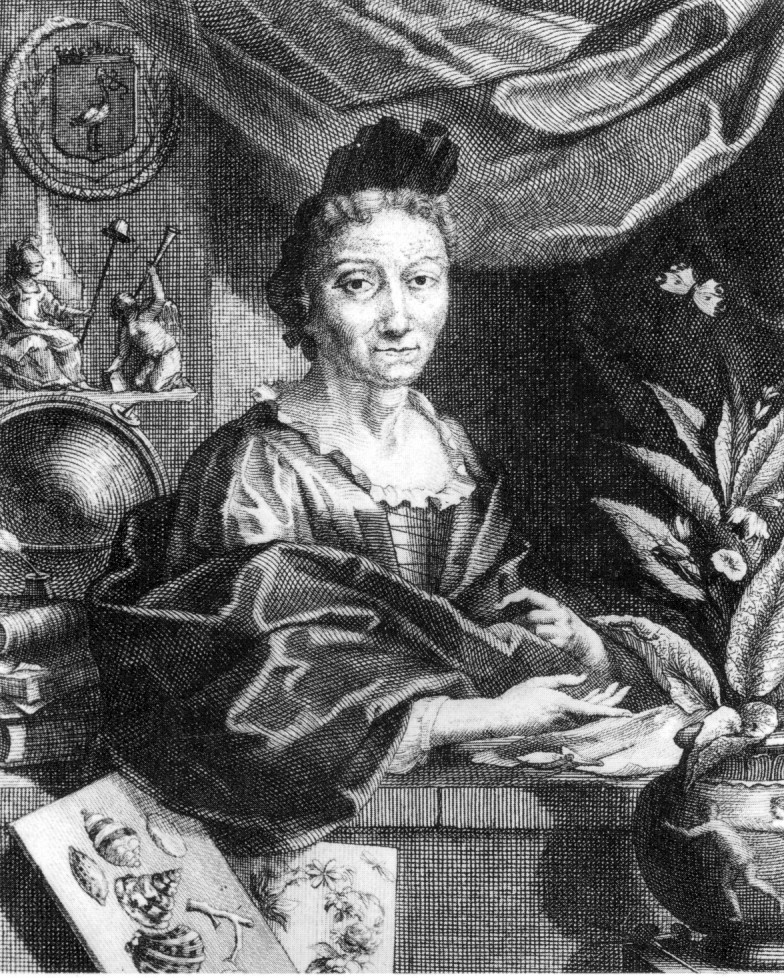
Maria Sibylla Merian
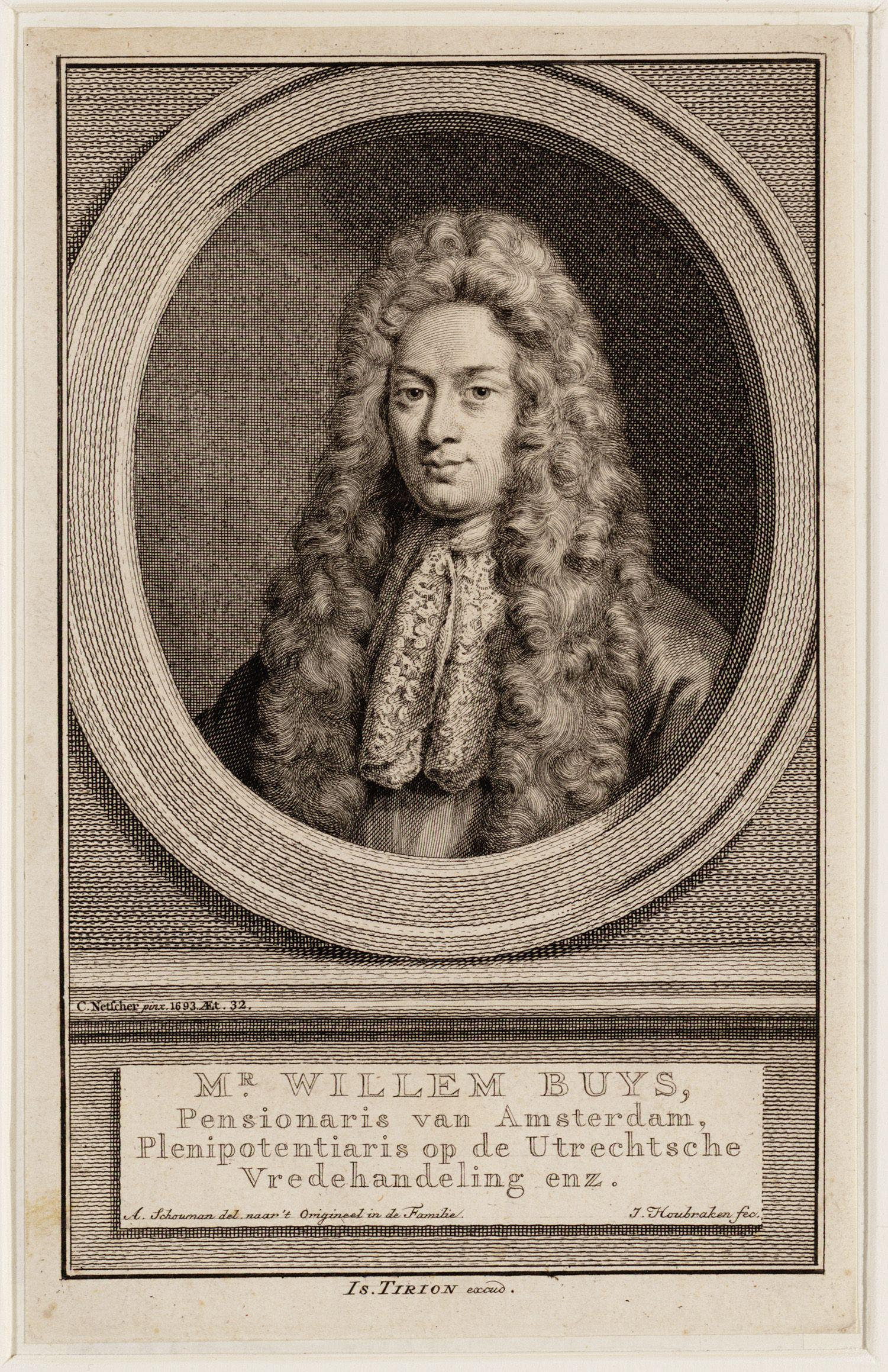
Willem Buys
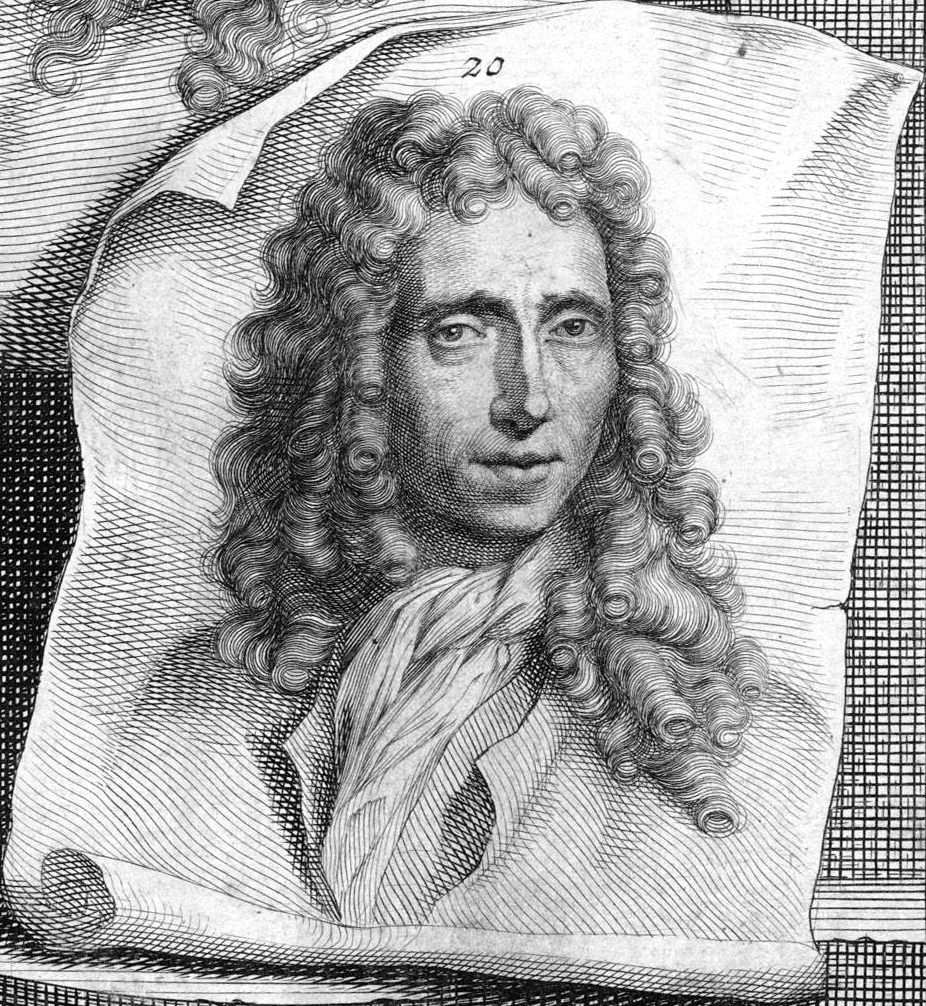
Johannes Voorhout – 1721